# Амори (роман)
«Амори» (фр. Amaury) — роман (в некоторых источниках повесть) французского писателя Александра Дюма-отца, написанный им совместно с Полем Мерисом и опубликованный в 1844 году. Его действие происходит в современную автору эпоху.

## Сюжет
Основное действие романа происходит в 1838—1839 годах. Заглавный герой, воспитанный в семье королевского врача Леопольда д’Авриньи, влюбляется в его дочь Мадлен и находит взаимность, но сталкивается с ревностью приёмного отца. Племянница д’Авриньи Антуанетта тоже влюбляется в Амори. Поскольку Мадлен опасно больна чахоткой, Амори удаётся добиться согласия д’Авриньи на свадьбу. Благодаря этому состояние Мадлен на время улучшается, но потом она начинает ревновать жениха к кузине, и болезнь снова прогрессирует. Д’Авриньи уговаривает Амори на время уехать, надеясь, что дочери станет лучше. Накануне расставания Амори целует невесту, та падает в обморок, а через несколько дней умирает.
Амори уезжает, а вернувшись через несколько месяцев, понимает, что влюблён в Антуанетту. Д’Авриньи благословляет этот союз и вскоре тоже умирает. Амори и Антуанетта начинают счастливую жизнь в браке.

## Создание и оценки
Александр Дюма написал «Амори» в 1844 году совместно с Полем Мерисом. Роман был опубликован в том же году в газете La Presse, позже вышел отдельным книжным изданием. Литературоведы видят здесь воплощение концепции о двух видах любви, один из которых дарует жизнь, а другой — смерть.